# Cressy (Seine-Maritime)
Cressy ist eine Commune déléguée in der französischen Gemeinde Val-de-Scie mit 293 Einwohnern (Stand 1. Januar 2022) im Département Seine-Maritime in der Region Normandie (vor 2016 Haute-Normandie). Die Einwohner werden Cressois genannt.
Die Gemeinde Cressy wurde am 1. Januar 2019 mit Auffay und Sévis zur Commune nouvelle Val-de-Scie zusammengeschlossen. Sie hat seither den Status einer Commune déléguée. Die Gemeinde Cressy gehörte zum Arrondissement Dieppe und zum Kanton Neufchâtel-en-Bray (bis 2015 Kanton Bellencombre).

## Geographie
Cressy liegt etwa 31 Kilometer südlich von Dieppe im Pays de Caux. Umgeben wurde die Gemeinde Cressy von den Nachbargemeinden Auffay im Südwesten, Cropus im Nordwesten, Saint-Hellier im Nordosten sowie Sévis im Süden und Südosten.

## Bevölkerungsentwicklung
| Jahr      | 1962 | 1968 | 1975 | 1982 | 1990 | 1999 | 2007 | 2015 |
| Einwohner | 269  | 241  | 205  | 183  | 211  | 222  | 237  | 281  |

## Sehenswürdigkeiten
- Kirche Notre-Dame aus dem 12. Jahrhundert
- Pfarrhaus aus dem 18. Jahrhundert
- Steinkreuz aus dem 13. Jahrhundert